# Georg Friedrich Christoph Härlin
Georg Friedrich Christoph Härlin (* 11. November 1742 in Stuttgart; † 23. Februar 1818 in Weilheim an der Teck) war ein württembergischer evangelisch-lutherischer Pfarrer pietistischer Ausrichtung.
Seit Kindesbeinen pietistischen Auffassungen zugewandt, studierte der Sohn des Stuttgarter Kanzleiadvokaten Friedrich Ludwig Härlin in Tübingen Evangelische Theologie (1761–1766). Nach dem Vikariat amtierte er in mehreren Gemeinden als Pfarrer: seit 1775 in Trichtingen, anschließend im Nordschwarzwald, in Zavelstein (1783) und Neubulach (1790), sowie in Erpfingen (1810) und in Weilheim/Teck (1812).  
Wie die befreundeten Prediger Gottlieb Friedrich Machtholf und Christian Gottlob Pregizer, die in seiner Nähe wirkten, gilt Härlin als Vertreter des württembergischen Spätpietismus im Übergang zur Erweckungsbewegung. Zeitgenössische Quellen berichten von seiner Hilfsbereitschaft. Er war in seinem theologischen Denken durch und durch biblizistisch geprägt und orientierte sich an Johann Arndt sowie besonders an Johann Albrecht Bengel, zu dessen Schule er gehörte.

## Werke
Dissertatio theologica de providentia dei speciali a praecipuis objectionibus vindicata, Tübingen  Tubingae: Sigmund 1766 (Praeses Christoph Friedrich Schott). 